# Knýtlinga saga

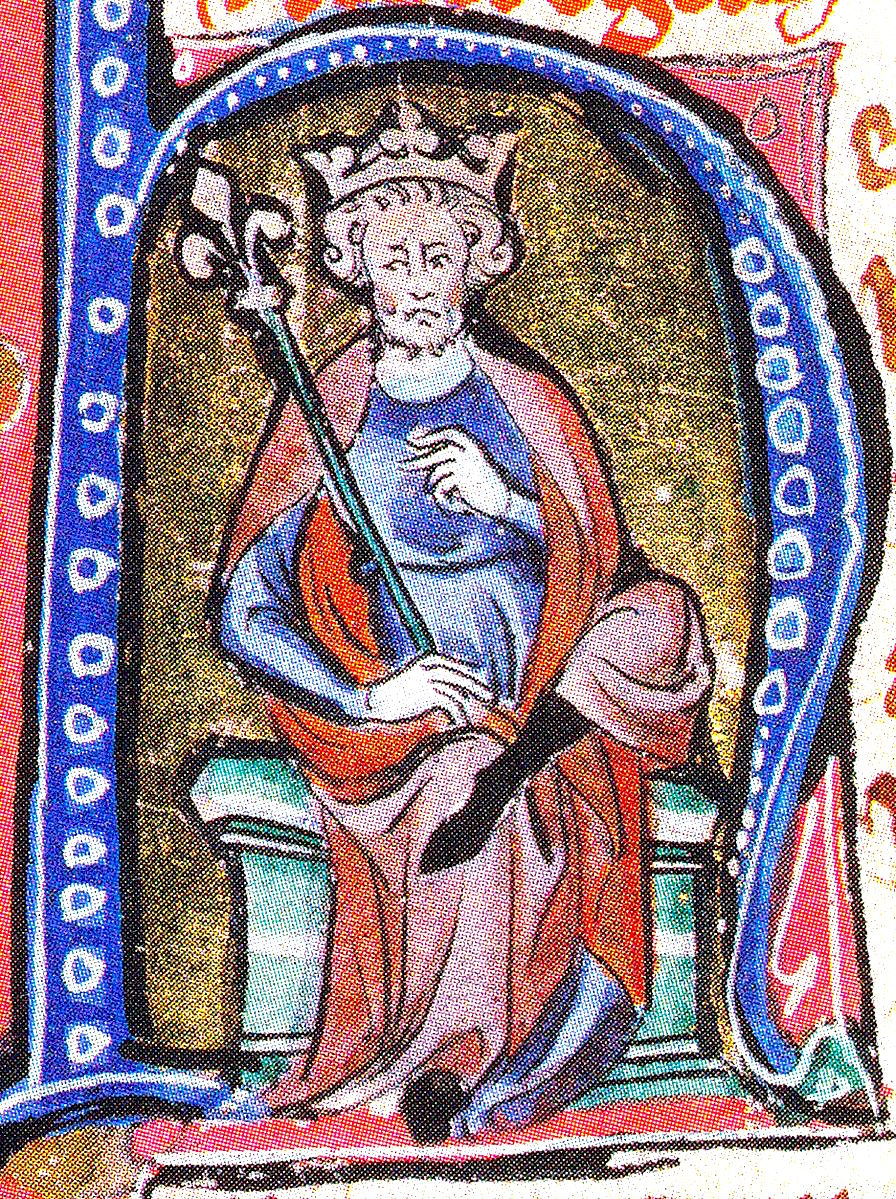
Knut le Grand, illustration d'un manuscrit médiéval

La Knýtlinga saga (littéralement « saga des descendants de Knut » est une œuvre littéraire médiévale, écrite en vieux norrois. Elle fait partie des sagas royales. 
Elle fut composée en Islande, aux alentours de 1260. Elle contient un récit de l'histoire des rois du Danemark, depuis Harald à la dent bleue jusqu'en 1187. 
Ce travail est relié à la Heimskringla, le travail de Snorri Sturluson sur les rois de Norvège. À l'instar de Snorri, l'auteur utilise fréquemment des vers scaldiques comme source documentaire. Il y a de bonnes raisons de supposer que l'auteur en est Óláfr Þórðarson (mort en 1259), le neveu de Snorri. Ólafr a passé quelque temps auprès du roi Valdemar II de Danemark en 1240–1241, et Valdemar a fourni à l'auteur de nombreuses informations et explications.

## Traduction en français
- Simon Lebouteiller (Traduit du norrois et présenté), La saga des rois de Danemark (Knýtlinga saga), Toulouse, Anacharsis, 2021, 253 p. (ISBN 979-1027904129)